# Saint-Maurice-sur-Adour
Saint-Maurice-sur-Adour ist eine französische Gemeinde mit 623 Einwohnern (Stand 1. Januar 2022) im Département Landes in der Region Nouvelle-Aquitaine (vor 2016: Aquitanien). Die Gemeinde gehört zum Arrondissement Mont-de-Marsan und zum Kanton Adour Armagnac.
Die Einwohner werden Saint-Mauriçois und Saint-Mauriçoises genannt.

## Geographie
Saint-Maurice-sur-Adour liegt ca. 15 km südöstlich von Mont-de-Marsan in der historischen Provinz Gascogne.
Umgeben wird Saint-Maurice-sur-Adour von den Nachbargemeinden:
| Benquet     | Bretagne-de-Marsan                          | Bascons                |
| Saint-Sever | Kompassrose, die auf Nachbargemeinden zeigt | Grenade-sur-l’Adour    |
|             | Montgaillard                                | Larrivière-Saint-Savin |

Saint-Maurice-sur-Adour liegt am rechten Ufer und damit im Einzugsgebiet des Flusses Adour. Sein rechter Nebenfluss, der Ruisseau du Pesqué, durchquert ebenfalls das Gebiet der Gemeinde.

## Geschichte
Saint-Maurice wurde im 13. Jahrhundert als Bastide vom englischen König Eduard II. gegründet. 1937 wurde der Zusatz „sur-Adour“ am Namen der Gemeinde angefügt.

### Einwohnerentwicklung
Nach Beginn der Aufzeichnungen stieg die Einwohnerzahl bis zur Mitte des 19. Jahrhunderts auf einen ersten Höchststand von rund 535. In der Folge sank die Größe der Gemeinde bei kurzen Erholungsphasen bis zu den 1930er Jahren auf rund 250 Einwohner, bevor eine robuste Wachstumsphase mit einem Höchststand von rund 580 Einwohnern nach der Jahrtausendwende einsetzte, die in jüngster Zeit wieder stagniert.
| Jahr      | 1962 | 1968 | 1975 | 1982 | 1990 | 1999 | 2006 | 2010 | 2022 |
| --------- | ---- | ---- | ---- | ---- | ---- | ---- | ---- | ---- | ---- |
| Einwohner | 278  | 292  | 376  | 484  | 490  | 509  | 582  | 578  | 623  |

## Sehenswürdigkeiten

### PfarrkircheSaint-Maurice

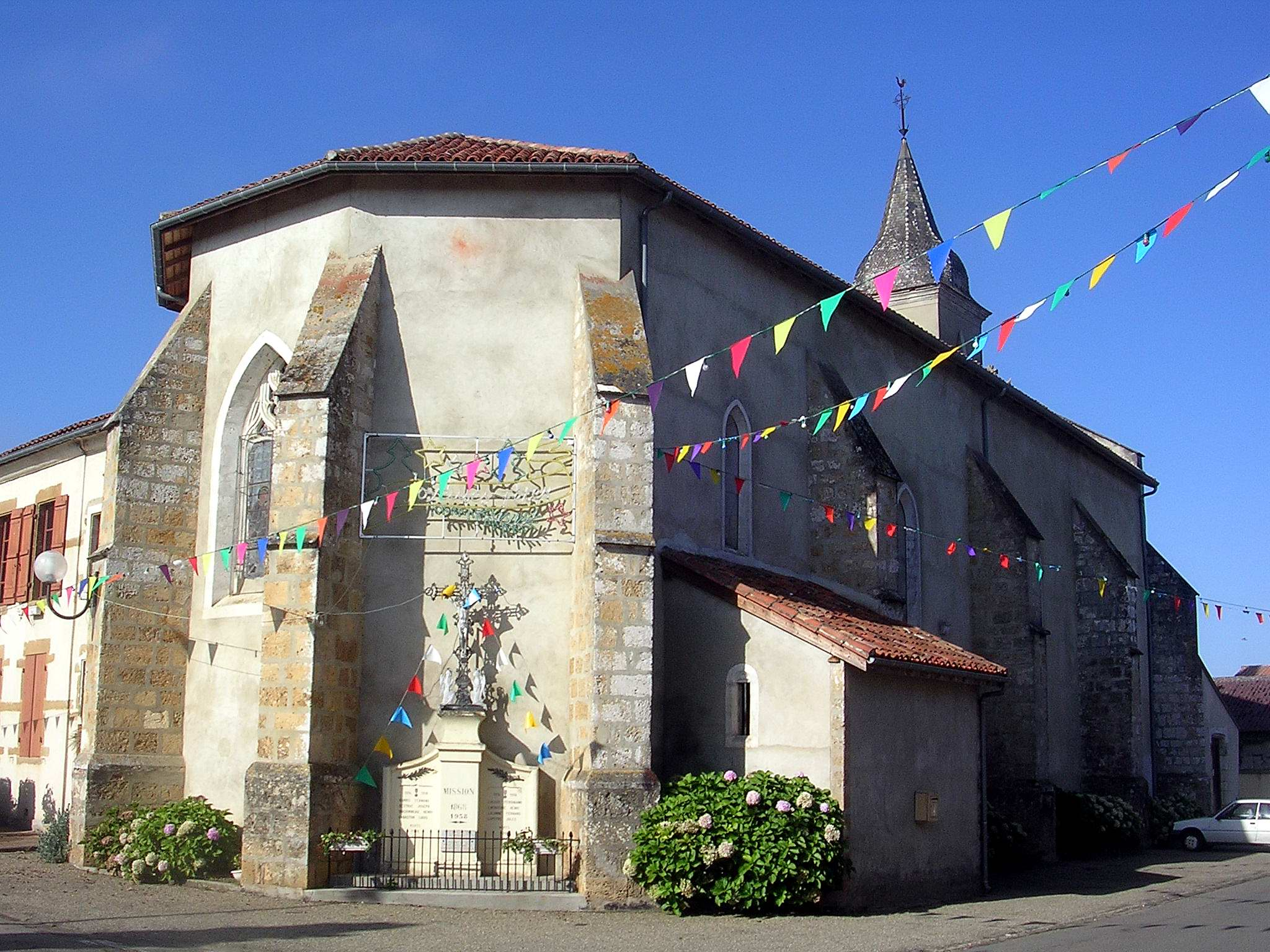
Ansicht der Apsis

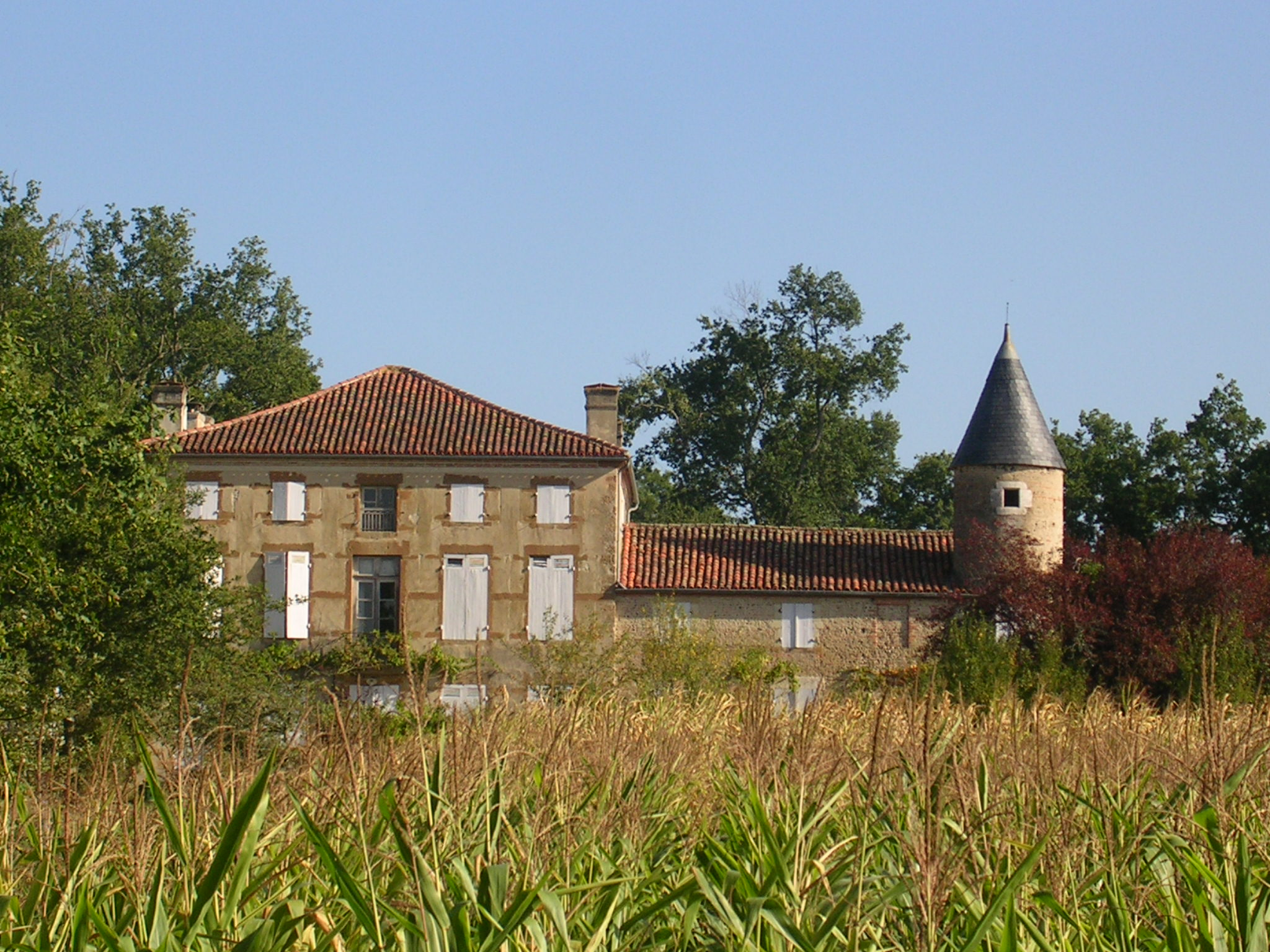
Schloss Lobit

Die Kirche wurde im 16. Jahrhundert im Stil der Flamboyantgotik errichtet. Sie besitzt eine dreiwandige, verputzte Apsis, die von vier Strebepfeilern aus gelbbraunem Muschelkalksandstein verstärkt wird. Das Langhaus ist ebenfalls mit Zement verputzt und zeigt vier Strebepfeiler auf der Nordseite mit abgeschrägtem Gesims aus Sandstein. Auf dieser Seite befindet sich ein rechteckiger, heute zugemauerter ehemaliger Eingang mit einer Umrahmung aus weißen Steinen und einem Kielbogen an der Waagerechten. Die Fenster zwischen den Strebepfeilern sind spitzbogenförmig. Auf der Südseite ist ein vormals vierter Strebepfeiler abgerissen worden, um Platz für ein städtisches Gebäude zu schaffen, das an das Langhaus angebaut wurde. Auf Höhe des Querschiffs ist eine Seitenkapelle angefügt, die der Jungfrau Maria geweiht ist. Sie ist ebenso wie die drei Kirchenschiffe mit einem Kreuzrippengewölbe ausgestattet. An der südwestlichen Ecke des Gebäudes erhebt sich der Glockenturm mit einer Haube und spitzbogenförmigen Fensteröffnungen. In der Nische zwischen Glockenturm und der westlichen Wand des Langhauses ist eine Vorhallen mit einem Pultdach angebaut. Eine Tür mit Segmentbogen gewährt dort den Eintritt in die Kirche.

### Schloss Lobit

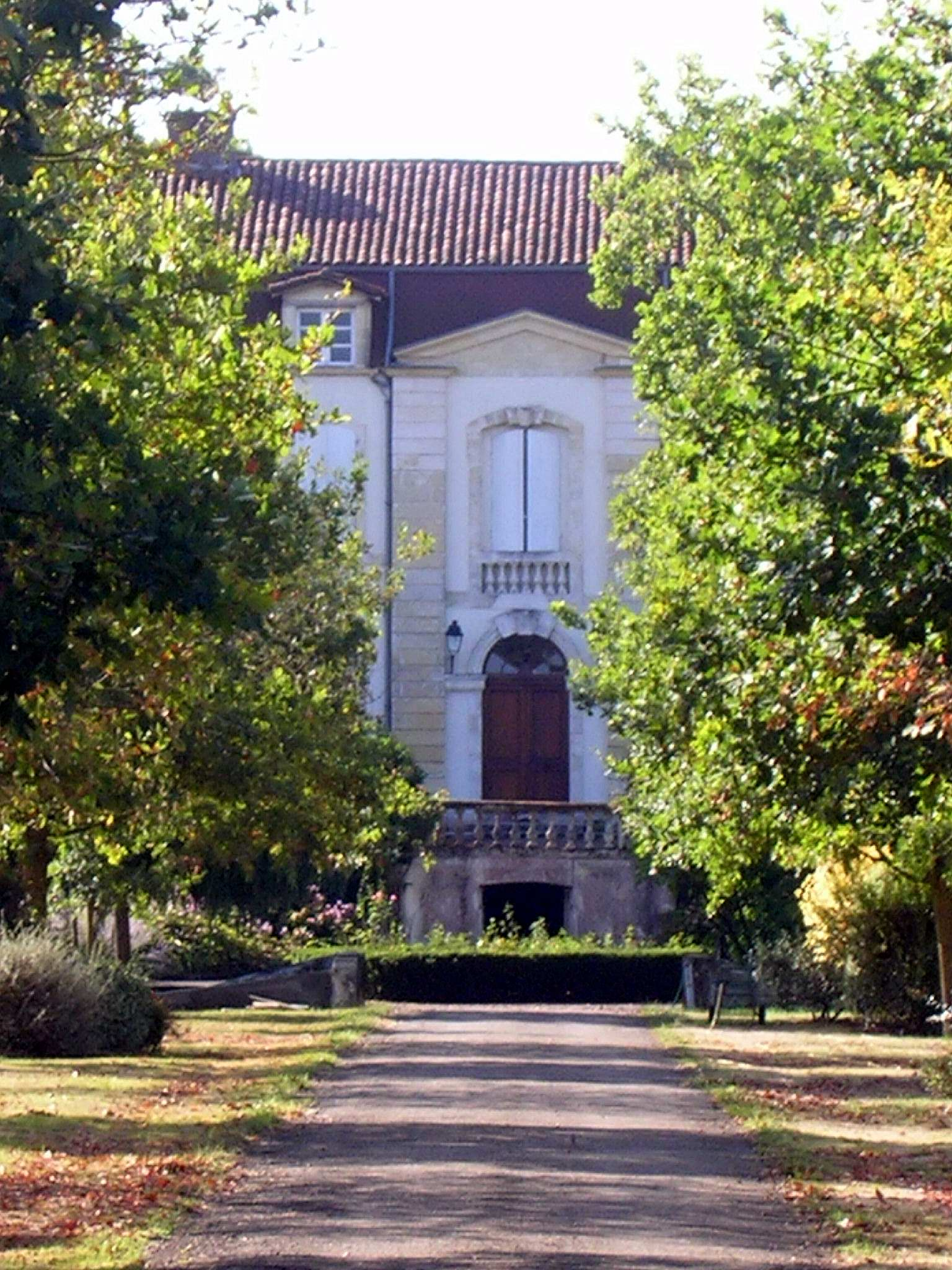
Schloss Saint Maurice

Das Schloss wurde am Ende des 18. Jahrhunderts während der Französischen Revolution errichtet. Eine Allee aus alten Eichen aus verschiedenen Jahrhunderten führt zum Schloss, das mit einer eleganten Erscheinung mit zwei seitlichen Türmen aufwartet. Das Gebäude wurde im Jahre 1850 und sicherlich im Laufe des 20. Jahrhunderts restauriert. Es ist heute in Privatbesitz und der Öffentlichkeit nicht zugänglich.

### Schloss Saint Maurice
Das Landgut ist ein landwirtschaftlicher Betrieb auf einer Fläche von 200 Hektar. Die Geschichte reicht bis in das 13. Jahrhundert zurück, als die Mönche von Saint-Sever es bestellten. Sie bauten einen Staudamm am Adour und ein Netz von Kanälen, um das Land zu bewässern. Die Hauptkanäle werden noch heute genutzt. Eine Allee aus Eichen führt zum Hauptgebäude, das von Gärten und einem Park umsäumt ist. Es wurde im 19. Jahrhundert an der Stelle einer Residenz der Vicomtes von Béarn aus dem 12. Jahrhundert errichtet, die während der Französischen Revolution niedergebrannt worden war. Das renovierte Gebäude bietet heute Gästezimmer an.

## Wirtschaft und Infrastruktur
Die Landwirtschaft spielt heutzutage noch eine übergeordnete Rolle in der Wirtschaft der Gemeinde.

### Bildung

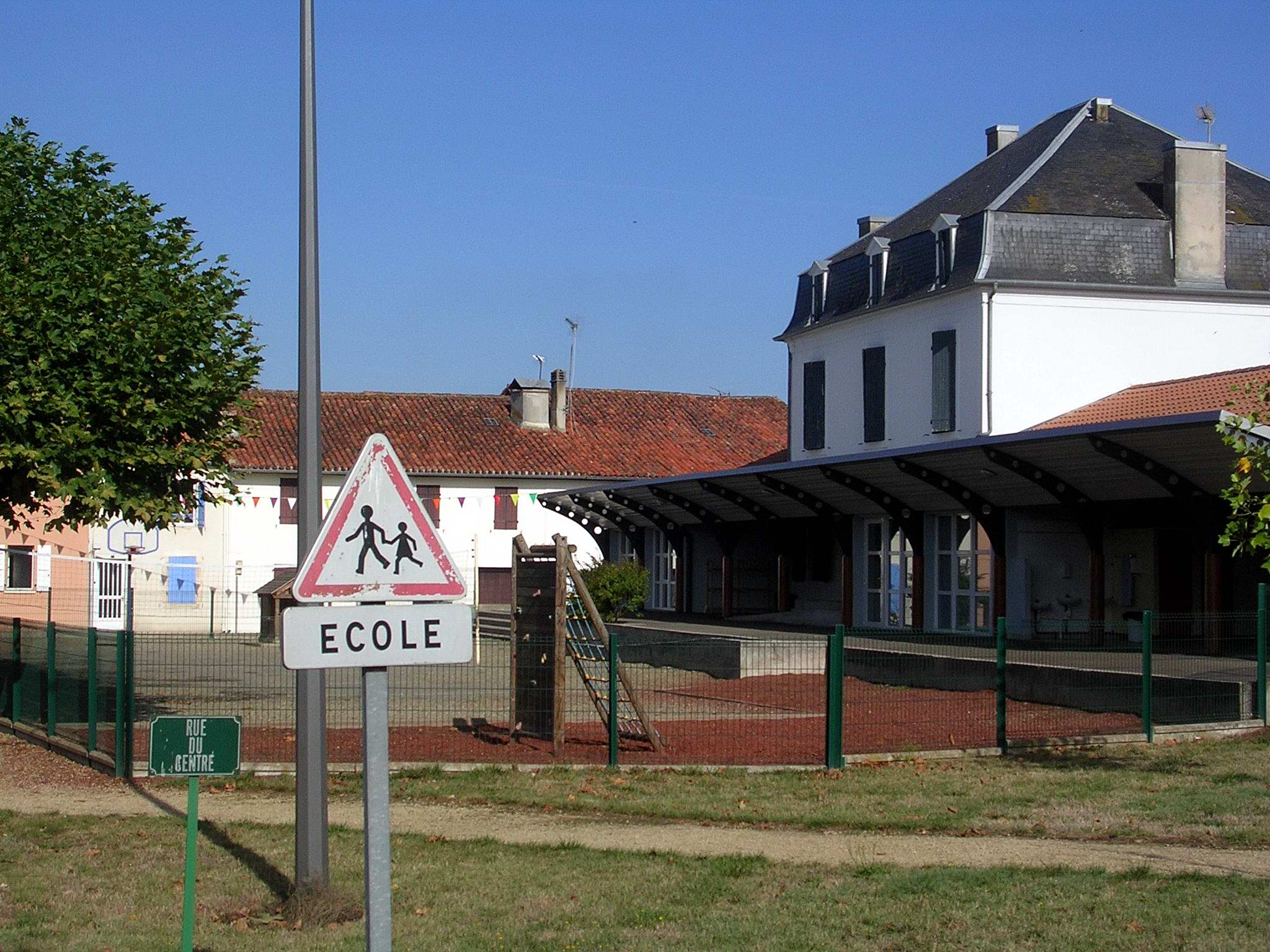
Schulgebäude

Die Gemeinde verfügt über eine öffentliche Vor- und Grundschule mit 37 Schülerinnen und Schülern im Schuljahr 2018/2019.

### Verkehr
Die Route départementale 924, die ehemalige Route nationale 124, realisiert eine Verbindung über Saint-Sever nach Dax im Westen und mit Grenade-sur-l’Adour im Osten. Die Route départementale 824, die ehemalige Route nationale 134, verbindet Saint-Maurice-sur-Adour mit Mont-de-Marsan im Norden.